# Loch nan Gillean (Islay)
Loch nan Gillean ist ein See auf der schottischen Hebrideninsel Islay.

## Beschreibung
Er liegt im Südteil der Insel auf der Halbinsel Oa. Die nächstgelegenen Siedlungen sind das 700 m nordöstlich befindliche Coillabus und das 1,2 km südwestliche gelegene Kinnabus. Wenige hundert Meter südlich befand sich einst die heute aufgegebene Siedlung Asabus. Der Loch nan Gillean ist etwa 370 m lang, maximal etwa 110 m breit und verläuft in nordöstlicher Richtung. 200 m südöstlich befindet sich der größere Nachbarsee Loch Ard Achadh. Am Nordwestufer fließt der Bach Abhainn na Fainge Duibhe aus dem Loch nan Gillean ab. Er vereint sich mit dem Abfluss aus Loch Kinnabus zum Abhainn Ghil, der sich in die Bucht Loch Indaal ergießt.
Der Loch nan Gillean liegt auf einer Höhe von 107 Metern. Sein zwölf Hektar umfassendes Einzugsgebiet besteht ausschließlich aus Moorflächen. Grundwasser macht 27 % des Zuflusses aus. Der See weist eine mittlere Tiefe von fünf Metern auf und nimmt eine Fläche von drei Hektar ein, woraus sich ein Volumen von rund 0,15 Mio. Kubikmetern und ein Umfang von rund einem Kilometer ergeben.

## Umgebung
Zwischen Loch nan Gillean und Loch Ard Achadh befinden sich die Überreste eines aufgegebenen Bauernhofs. Direkt östlich davon wurden die erdbedeckten Spuren deutlich älterer Behausungen entdeckt, die wahrscheinlich noch aus der Zeit der Besetzung der Insel durch Wikinger stammen. Der Fund einer Axt aus der späten Bronzezeit lässt darauf schließen, dass die Ufer des Sees bereits in der Bronze- und frühen Eisenzeit besiedelt waren.